# 多葉蘆薈
多葉蘆薈（学名：Aloe polyphylla），又名螺旋蘆薈，俗稱所羅門王碧玉冠，是賴索托德拉肯斯堡山脈特有的一種蘆薈。它們最特別的是其對稱及五尖的螺旋狀。
多葉蘆薈雖然被指是瀕危物種，但卻沒有被列在世界自然保護聯盟紅色名錄內。不過，它們也受到《瀕危野生動植物種國際貿易公約》附錄一保護。

## 外部連結
- 多葉蘆薈的種植 （页面存档备份，存于）
- 多葉蘆薈的資料 （页面存档备份，存于）